# Manuel Fadrique y Goyena
Manuel Fradique y Goyena (Arguedas, Reino de Navarra, Reino de las Españas 1 de enero de 1735 - Nueva Guatemala de la Asunción 18 de diciembre de 1799)  fue un coronel y caballero de la Orden de Carlos III que ejerció como alcalde mayor de San Salvador en tres ocasiones (de 1761 a 1763, de 1766 a 1771, y de 1777 a 1786; en las primeras dos como interino, y en la última como propietario).

## Biografía
Manuel Fadrique y Goyena Lama y Xijante nació en Arguedas, Reino de Navarra, Reino de las Españas, el 1 de enero de 1735; siendo hijo de Manuel Fadrique y Lama, e Isabel de Goyena y Xijante. Se dedicaría a la carrera de las armas; y en el año de 1754 se trasladaría a residir a la ciudad de Santiago de Guatemala como secretario de Alonso de Arcos y Moreno (quién había sido designado como presidente-gobernador y capitán general de Guatemala), sirviendo ese puesto desde enero de 1756 hasta el 27 de octubre de 1760.
El 16 de febrero de 1761, el presidente-gobernador y capitán general de Guatemala Juan de Velarde y Cienfuegos lo designó como alcalde mayor de San Salvador, para ocupar el puesto de manera interina debido a la destitución y juicio del propietario Bernabé de la Torre Trasierra, y en sustitución de su predecesor Francisco Ignacio Chamorro; el 25 de febrero se le otorgó el título de teniente de capitán general de dicha provincia, y el 21 de abril tomó posesión del cargo; ejerciendolo hasta el 23 de abril de 1763.
En Santiago conocería a María Gertrudis de Gálvez Corral y Cilieza Velasco, con quien contraería matrimonio el 8 de septiembre de 1766. Ella era hija del sargento mayor Cristóbal Marcos de Gálvez Corral; el cual había sido nombrado como alcalde mayor interino de San Salvador, para un período de 10 años; pero para el año de 1765 deseaba dejar el puesto, por lo que el 4 de abril -debido a que había fallecido su hermano Manuel de Gálvez Corral (a quien su nombramiento le estipulaba como sucesor en caso de ausentarse)- nombró a Fradique como alcalde mayor.
En el nombramiento que le hizo su suegro Cristóbal, se estipulaba que se le daría un sueldo de 1200 pesos anuales, que quedaba exento de pagar la media annata (y otros gastos de los alcaldes mayores cuando eran nombrados, y que tenía que pagar 40.000 pesos a su suegro (10.000 al tener la conformación real y el resto en los siguientes 5 años). El 14 de diciembre de 1765, se le otorgó el título de teniente de capitán general; y el 24 de ese mes, se realizó la escritura formal, donde se estipiñulaba lo dicho anteriormente con la excepción que los 40.000 pesos tenían que ser pagados al ayuntamiento de Santiago; tomando posesión poco tiempo después.
Desempeñaría el puesto de alcalde mayor, en su segunda ocasión, hasta el año de 1771, cuando fue restituido el propietario Bernabé de la Torre; retornando a Santiago, donde en 1772 fungiría como administrador del real estanco de tabaco. El 18 de septiembre de 1776, el rey Carlos III lo designó como alcalde mayor de San Salvador (en tercera ocasión, aunque esta vez como propietario), para ejercer el tiempo que le faltaba de los 10 años que le habían dado a su suegro (que le faltaban 3 años, 4 meses y 23 días; luego de lo cual se le ratificará para seguir en el puesto otros 5 años); el 24 de marzo de 1777 se le daría el título de teniente de capitán general, y tomaría posesión poco tiempo después.
Durante su administración como alcalde mayor, arregló el empedrado de las calles y el acueducto de la ciudad de San Salvador; reparó las cárceles de Santa Ana, Zacatecoluca, San Miguel; San Vicente; estableció la renta de correro; y pagó con su propio dinero los uniformes de cuatro compañías. En el año de 1783 se lo nombraría como coronel del regimiento de milicias de San Salvador. Debido a la implementación de las reformas borbónicas y la creación de la Intendencia de San Salvador, en el año 1786, Goyena sería el último alcalde mayor de esa provincia.
Se asentaría en la ciudad de la Nueva Guatemala de la Asunción, donde sería comerciante con tienda abierta en el portal de la casa de Aycinena; a la vez que se mantendría como coronel del regimiento de San Salvador (hasta su retiro sin goce de sueldo en el año de 1898). En el año de 1794, adoptó un bebé abandonado que sería llamado Mariano Gálvez (que sería prócer y jefe supremo del estado de Guatemala). El 23 de mayo de 1795, se le concedió el habitó de la Orden de Carlos III. El 13 de diciembre de 1799 testaría ante el escríbano Manuel de la Cavada; falleciendo el 18 de ese mes y año.